# One-Punch Man
One-Punch Man (ワンパンマン Wanpanman?) är en japansk webbserie som skrivs och tecknas av en person under pseudonymen One, och publiceras på dennes webbsida sedan den 3 juni 2009. En nyversion i form av en Manga, som illustreras av Yūsuke Murata, började ges ut digitalt den 14 juni 2012. Serien har även blivit adapterad till en TV-anime, som började sändas i oktober 2015.
Serien handlar om Saitama, som efter en olycka med ett krabbmonster bestämde sig för att bli en superhjälte. Han tränade under en sommar så intensivt att han blev flintskallig och så stark att han kunde döda sina fiender med ett enda slag, således börjar han sakna striderna och blir allt mer uttråkad.

## Anime
Första säsongen släpptes 2015 och blev en stor succé. TV-serien fick därmed en andra säsong som släpptes under 2019. Seriens tredje säsong annonserades 2022, med okänt utgivningsdatum.